# Celldömölk
Celldömölk je mesto na Madžarskem, ki je središče istoimenskega okrožja Železne županije.